# Tenejapa, Oluta
Tenejapa är en ort i Mexiko.   Den ligger i kommunen Oluta och delstaten Veracruz, i den sydöstra delen av landet, 500 km öster om huvudstaden Mexico City. Tenejapa ligger 30 meter över havet och antalet invånare är 533.
Terrängen runt Tenejapa är platt. Runt Tenejapa är det ganska tätbefolkat, med 52 invånare per kvadratkilometer. Närmaste större samhälle är Acayucan, 7,8 km nordväst om Tenejapa. Omgivningarna runt Tenejapa är en mosaik av jordbruksmark och naturlig växtlighet.